# Iraque nos Jogos Olímpicos de Verão de 2020
O Iraque participa nos Jogos Olímpicos de Verão de 2020. O responsável pela equipa olímpica é o Comité Olímpico Nacional de Iraque, bem como as federações desportivas nacionais da cada desporto com participação. Participa com quatro atletas em três desportos.

## Remo
Homens
| Atleta              | Evento          | Séries  | Séries | Repescagens | Repescagens | Quartos de final | Quartos de final | Semifinal C/D | Semifinal C/D |
| Atleta              | Evento          | Tempo   | Rank   | Tempo       | Rank        | Tempo            | Rank             | Tempo         | Rank          |
| ------------------- | --------------- | ------- | ------ | ----------- | ----------- | ---------------- | ---------------- | ------------- | ------------- |
| Mohammed Ao Khafaji | Skiff masculino | 8:57.01 | 5 QR   | 7:41.72     | 2 Q         | 8:03.55          | 6 Q              |               |               |

QR= Classificado para repescagem.     Q= Classificado.